# Pinanga batanensis
Pinanga batanensis är en enhjärtbladig växtart som beskrevs av Odoardo Beccari. Pinanga batanensis ingår i släktet Pinanga och familjen Arecaceae. Inga underarter finns listade i Catalogue of Life.